# Vaihingen (Stuttgart)
Koordinaten: 48° 44′ N, 9° 7′ O

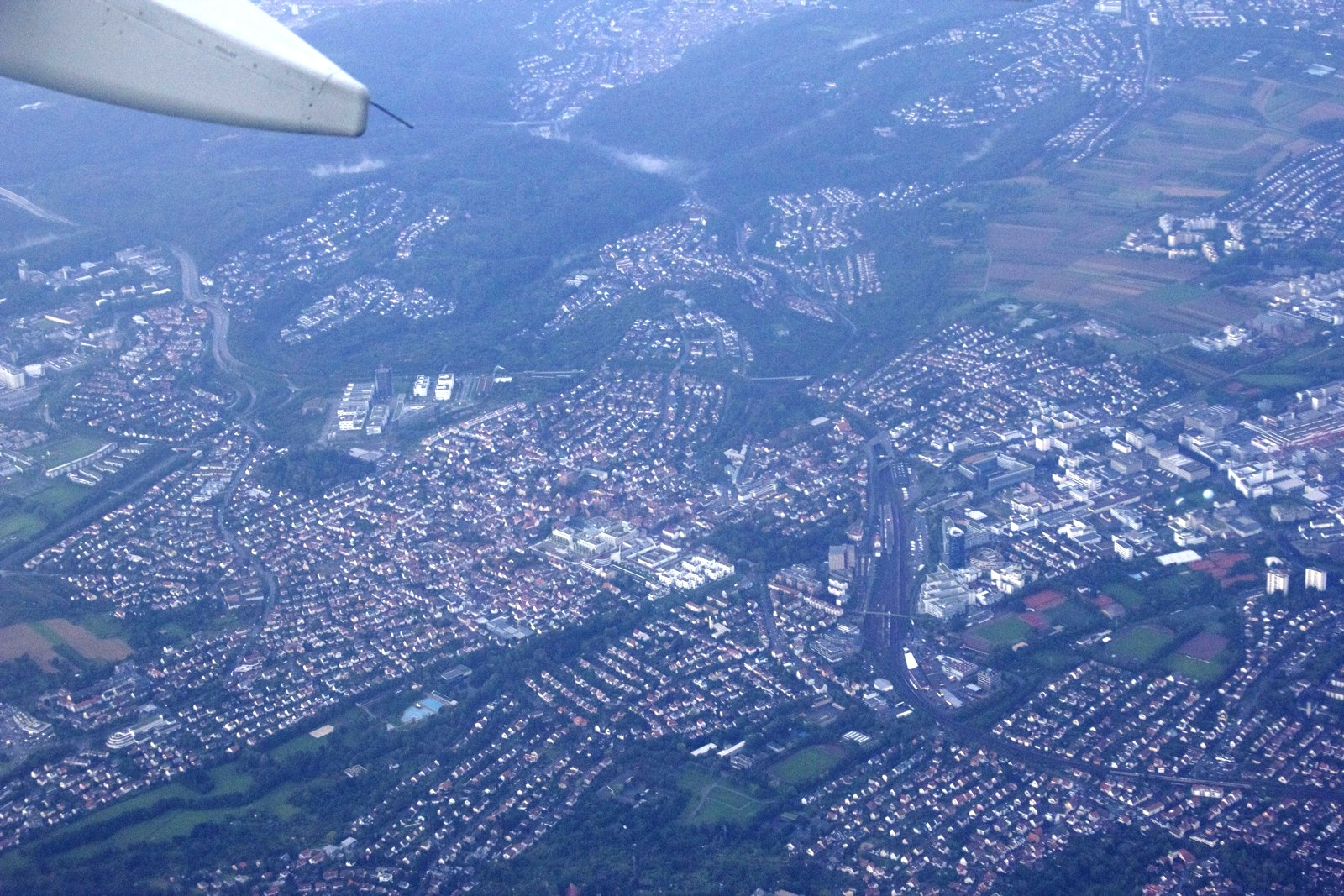
Luftaufnahme des Stadtbezirks Vaihingen (Stuttgart) aus einem startenden Flugzeug, Blickrichtung Nordost. Rechts der Mitte der Bahnhof, links davon das EKZ Schwabengalerie. Links unter der Tragfläche der Campus der Universität, dahinter der Pfaffenwald. In der oberen Bildmitte die Stadtteile Sonnenberg und Degerloch.

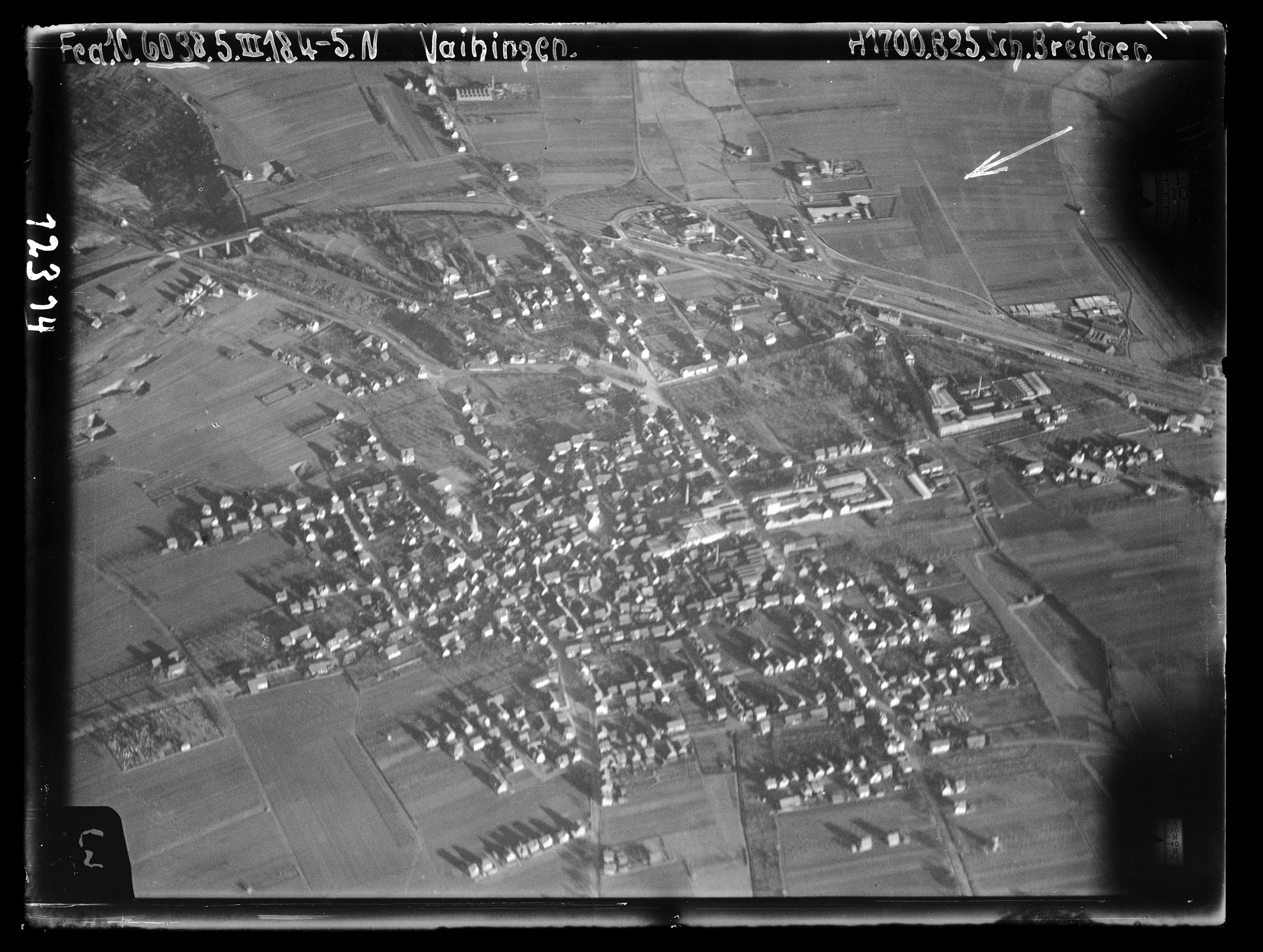
Luftbild von Vaihingen, März 1918

Vaihingen ([ˈfaɪ̯ɪŋən], früher auch Vaihingen auf den Fildern) ist ein äußerer Stadtbezirk von Stuttgart im hochgelegenen Südwesten der Landeshauptstadt. Der mit 21 km² größte Stadtbezirk hat einen großen Waldanteil. In den Campus im Pfaffenwald wurden zwischen 1970 und 1990 die meisten Institute der Universität Stuttgart und weitere Hochschulen umgesiedelt.

## Geografie

### Lage
Vaihingen liegt im Südwesten von Stuttgart auf der Filderebene und grenzt an die Stadtbezirke Stuttgart-West, Stuttgart-Süd und Möhringen. Der höchste Punkt Stuttgarts, die Bernhartshöhe, liegt mit 548 Metern über NN im Bernhartswald nördlich des Autobahnkreuzes am Rande des Bezirks Vaihingen.
Westlich der Autobahn A 831 entspringt der Nesenbach (früher in den Honigwiesen), der auf seinem Weg zum Neckar sein Tal eingeschnitten hat, in dem sich die Stadt Stuttgart entwickelte.

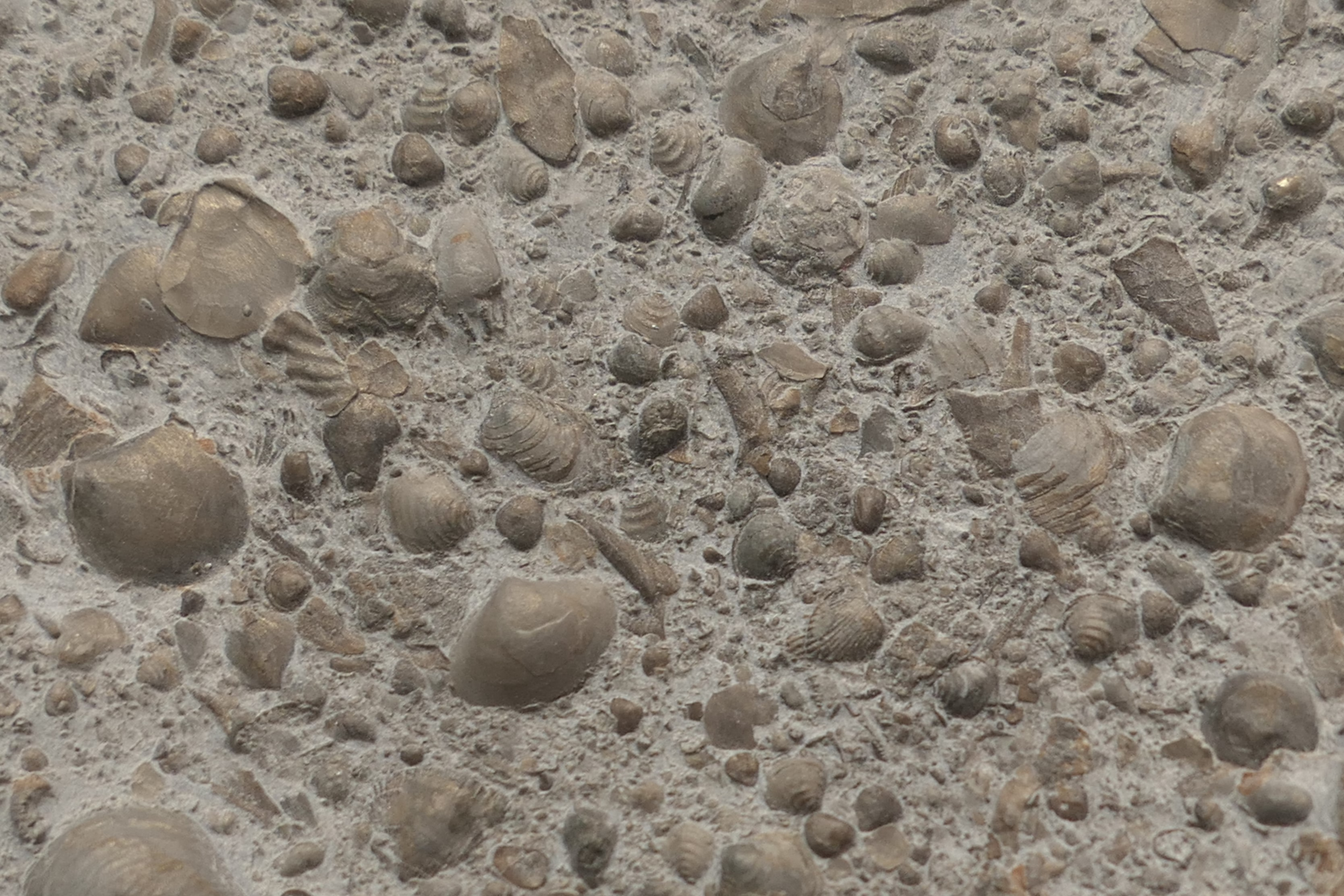
Fossilreiche Geode aus der Angulatenton-Formation von Vaihingen („Vaihinger Nest“).

Im Stadtgebiet von Vaihingen kommt eine klassische fossilreiche Schicht innerhalb der Angulatenton-Formation (Schwarzen Jura) vor, die seit dem 19. Jahrhundert als „Vaihinger Nest“ bekannt ist und bereits im 19. Jahrhundert von Friedrich August Quenstedt namentlich gewürdigt wurde.

### Stadtteile
Vaihingen ist der flächengrößte Stadtbezirk von Stuttgart und bestand bis Juni 2007 aus den vier Stadtteilen Büsnau (mit den Wohngebieten Lauchhau/Lauchäcker), Dürrlewang, Rohr und Vaihingen (mit teilweise weiteren besonders bezeichneten Wohngebieten, z. B. Dachswald).
Mit Wirkung vom 1. Juli 2007 wurde die Stadtgliederung des Stadtbezirkes Vaihingen verändert. Dazu war die Hauptsatzung durch Beschluss des Gemeinderats vom 22. März 2007 entsprechend geändert worden. Somit gibt es im Stadtbezirk Vaihingen nunmehr zwölf Stadtteile, indem der bisherige Stadtteil „Vaihingen“ weiter aufgeteilt wurde: Dachswald, Heerstraße, Höhenrand, Lauchäcker, Österfeld, Pfaffenwald, Rosental, Vaihingen-Mitte und Wallgraben-West.

## Geschichte
Vaihingen wurde bereits im 3. Jahrhundert am Nesenbach gegründet. Zum ersten Mal wird Vaihingen auf den Fildern um 1100 erwähnt, als es im Besitz des Grafen von Calw war. 1297 kam der Ort an das Spital in Esslingen am Neckar, dessen Wappen – das Katharinen-Rad – er bis heute trägt. Vaihingen verblieb bei der Freien Reichsstadt Esslingen, bis diese Anfang des 19. Jahrhunderts dem Königreich Württemberg eingegliedert wurde. Seinerzeit zählte der Ort etwa 1.300 Einwohner und wurde dem neu geschaffenen Oberamt Esslingen, 1807 dem Amtsoberamt Stuttgart und bei dessen Auflösung 1938 dem Landkreis Böblingen zugeordnet.
Die Ortsmitte von Vaihingen war lange Zeit durch die ausgedehnten Firmenareale der Brauerei Schwabenbräu und der Vaihinger Fruchtsäfte geprägt, die erst in den Jahren nach 2000 neuer Bebauung wichen.

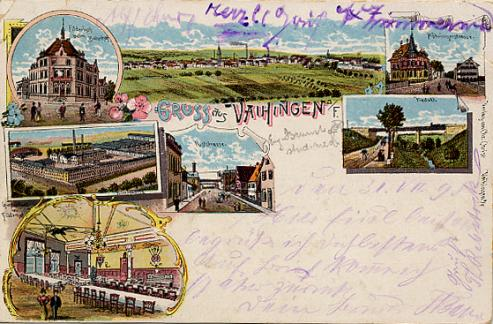
Vaihingen 1898
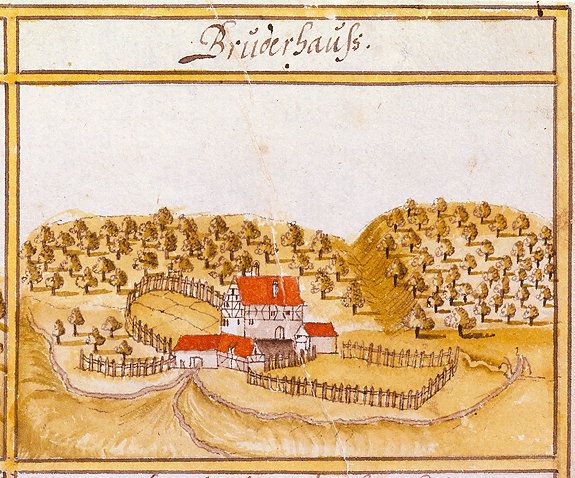
Bruderhaus (1681), Forstlagerbuch von Andreas Kieser
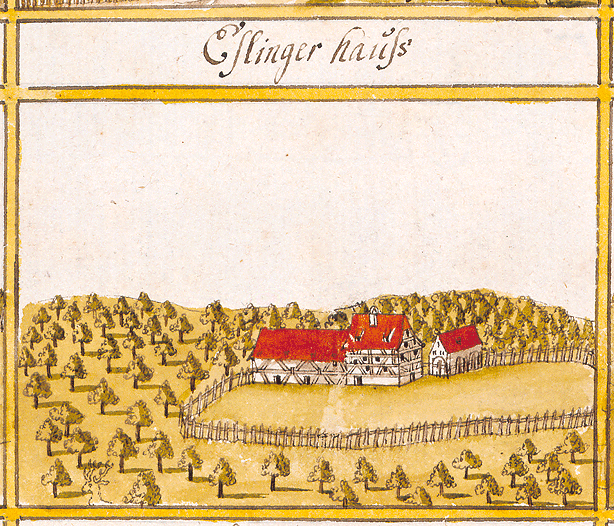
Katzenbacher Hof (1681)
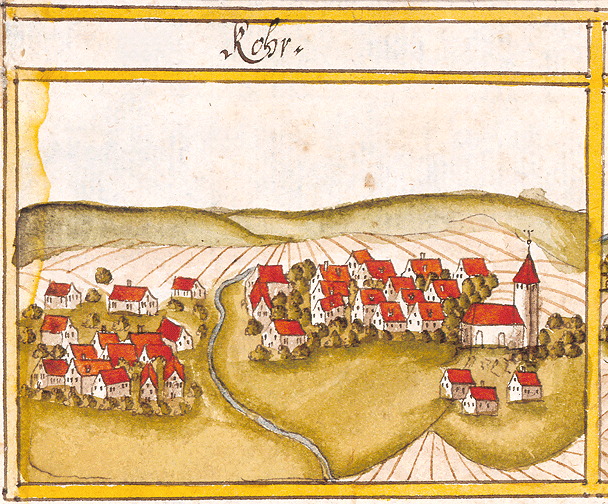
Rohr (1681)
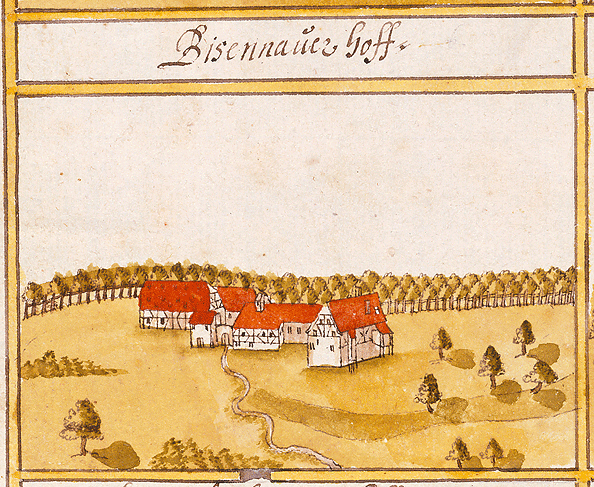
Bisennauer Hoff (Büsnau, 1681)

### Rohr

Flagge von Rohr

Bereits zwei Jahre vor der Auflösung des Amtsoberamts Stuttgart wurde die selbständige Gemeinde Rohr mit den Überresten der mittelalterlichen Wasserburg Rohr am 1. Oktober 1936 nach Vaihingen eingemeindet. In Stuttgart-Rohr lebte der 1912 geborene Schriftsteller und Dramaturg Ullrich Klein (Pseudonym: Klein-Ellersdorf).
Das Wohngebiet Rohrer Höhe ist Teil von Rohr und ist die höchstgelegene Siedlung Stuttgarts.

### Büsnau

Flagge von Büsnau

Der Stadtteil Büsnau entstand in den Jahren 1933 bis 1939 und 1951 bis 1956 auf dem Gebiet der ehemaligen gleichnamigen Staatsdomäne. Dieses Gebiet im Wald kam später zu Vaihingen. Nach Osten grenzt Büsnau an den Pfaffenwald (zunächst den Wald, dahinter erst der Uni-Campus). Das Gebiet im Nordosten heißt „Schatten“. Als Schattengrund wird ein tiefer Geländepunkt an der Mahdentalstraße und der Magstadter Straße bezeichnet, er liegt an der ehemaligen Solitude-Rennstrecke. Direkt anschließend folgen der Bärensee und die anderen Parkseen.
Nach dem Zweiten Weltkrieg ließen sich Umsiedler aus der Bukowina, die 1940 zumeist nach Oberschlesien gekommen und 1945 von dort vertrieben worden waren, in Büsnau nieder. Dadurch wurde Büsnau zur größten Buchenländer-Siedlung in Deutschland.

### Eingemeindung nach Stuttgart
Am 1. April 1942 wurde die Gemeinde Vaihingen zusammen mit den Orten Birkach, Fasanenhof, Möhringen, Plieningen, Solitude und Stammheim nach Stuttgart eingemeindet. Bei der Einteilung der Stadt Stuttgart in Stadtbezirke im Jahre 1956 wurden die Stadtteile Vaihingen und Rohr mit dem Stadtteil Büsnau zum Stadtbezirk Vaihingen vereinigt.

### Dürrlewang
Ab 1957 entstand auf der Gemarkung Rohr und teilweise auch auf der Gemarkung Möhringen ein neuer Stadtteil Dürrlewang, der nach Abschluss der Bebauung Mitte der 1960er Jahre zum vierten Stadtteil des Stadtbezirks Vaihingen erklärt wurde.

### Einwohnerstatistik
| 1980   | 1990   | 2000   | 2005   | 2007   | 2009   | 2011   | 2014   | 2017   | 2019   |
| ------ | ------ | ------ | ------ | ------ | ------ | ------ | ------ | ------ | ------ |
| 41.189 | 42.306 | 42.743 | 44.385 | 45.134 | 45.520 | 43.540 | 45.012 | 45.739 | 46.132 |

### Konfessionsstatistik
Die Zahl der Protestanten in Stuttgart sinkt kontinuierlich. Ende 2019 hatte Vaihingen 46.132 Einwohner davon 21,30 % Katholiken, 26,55 % Protestanten und 52,15 % hatten entweder eine andere oder gar keine Religionszugehörigkeit.

## Kultur und Sehenswürdigkeiten

### Kirchen

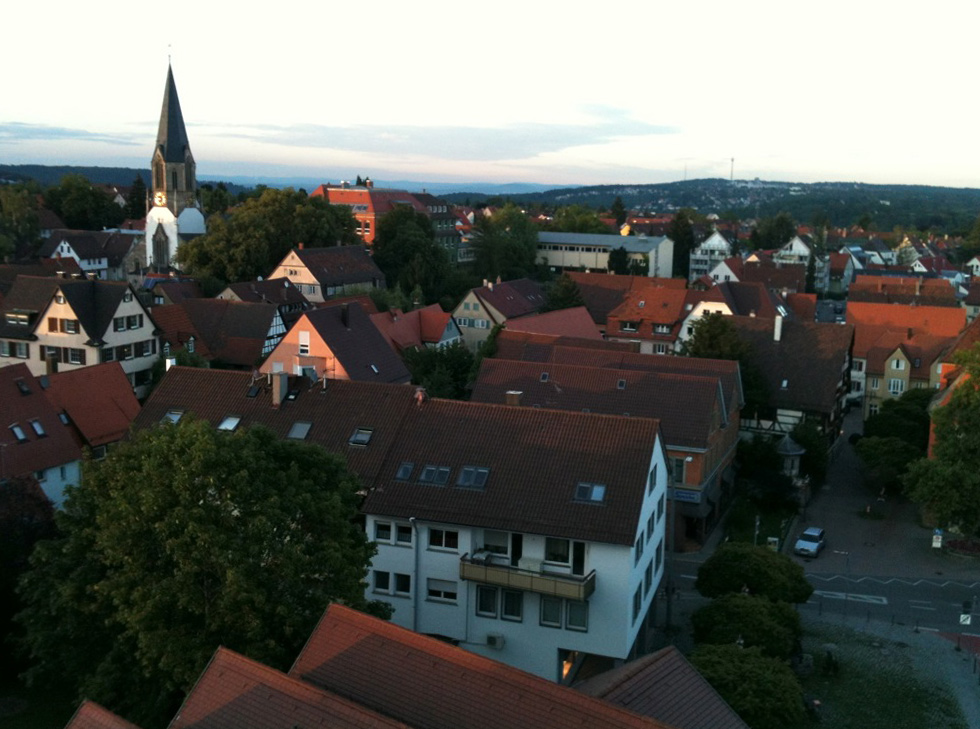
St. Blasius und Umgebung

- Evangelische Stadtkirche St. Blasius, erbaut 1858 von Architekt Christian Friedrich Leins im neugotischen Stil als dreischiffige Kirche unter Verwendung des gotischen Chors, der Sakristei und des Turms
- Evangelische Laurentiuskirche in Rohr mit gotischem Chorturm mit Fachwerkaufsatz von 1740; 1980 wurde das Kirchenschiff von 1927 (Architekt Martin Elsaesser) durch das Gemeindezentrum ersetzt.

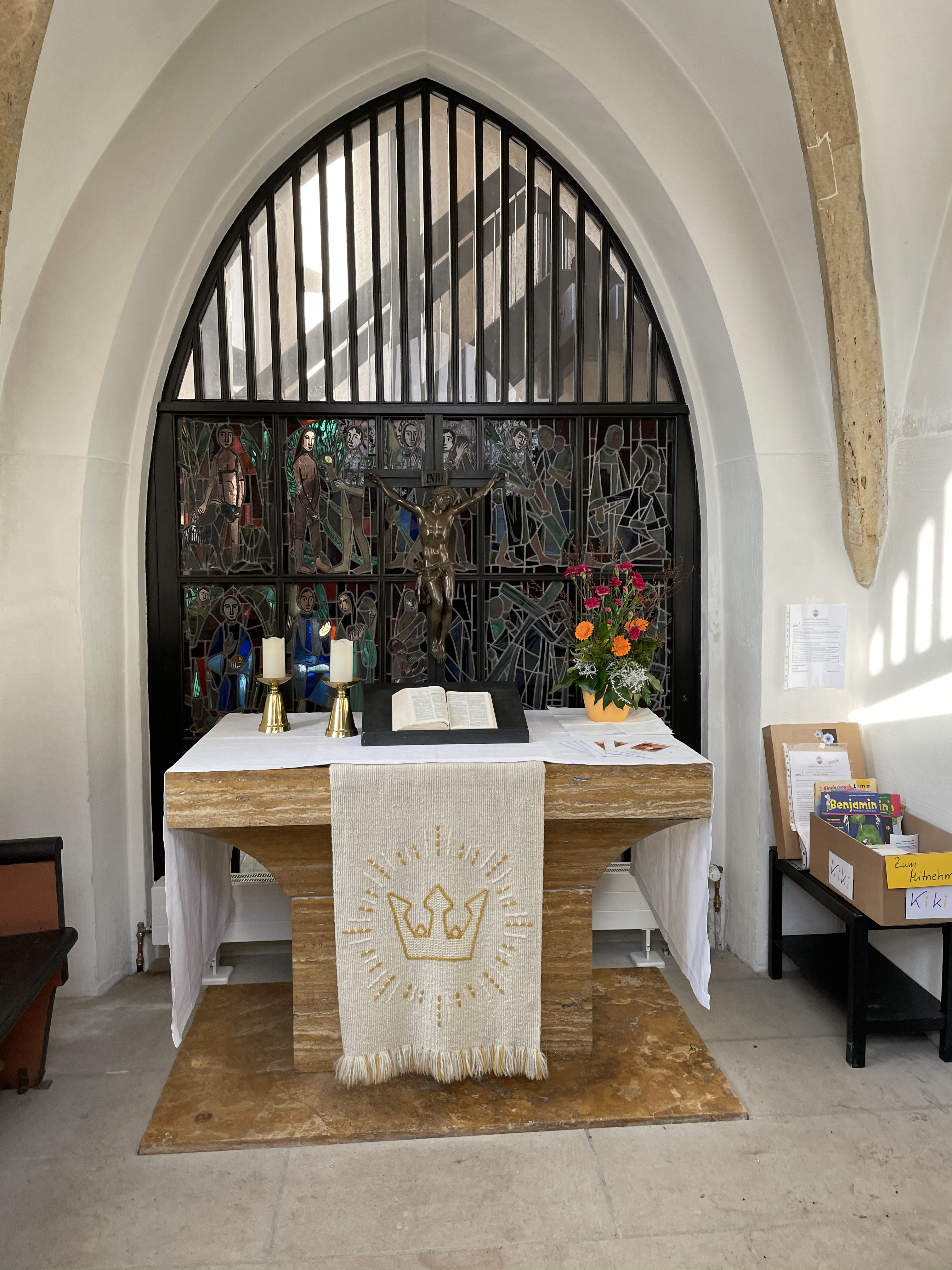
Kapelle der Laurentiuskirche Rohr

- Evangelische Stephanuskirche in Dürrlewang, in den 1960er Jahren durch den Architekten Wolf Irion erbaut, Innenrenovierung in den Jahren 1997/1998 durch den Architekten Horst Nanz zusammen mit seinem Partner Hammeley, in Zusammenarbeit mit dem Künstler Bernhard Huber
- Evangelische Versöhnungskirche in Büsnau
- Katholische Kirche Maria Königin des Friedens in Büsnau
- Dreieinigkeitskirche in Vaihingen
- Evangelisch-methodistische Kirche (Pauluskirche) in Vaihingen
- Katholische Kirche Heilige Familie in Dürrlewang
- Katholische Kirche Christus König in Vaihingen
- Katholische Kirche Maximilian Kolbe in Vaihingen (West)
- Neuapostolische Kirche in Stuttgart-Vaihingen

### Denkmäler
Seit 1969 erinnert auf dem Buchrainfriedhof Pascalstraße 70 ein Ehren- und Mahnmal der Bildhauerin Hanne Schorp-Pflumm an die Toten der Weltkriege und an die Opfer der NS-Gewaltherrschaft.

## Politik
Dem Bezirksbeirat Vaihingen gehören auf Grund der Einwohnerzahl des Stadtbezirks 16 ordentliche und ebenso viele stellvertretende Mitglieder an. Seit der letzten Kommunalwahl 2024 gilt folgende Sitzverteilung:

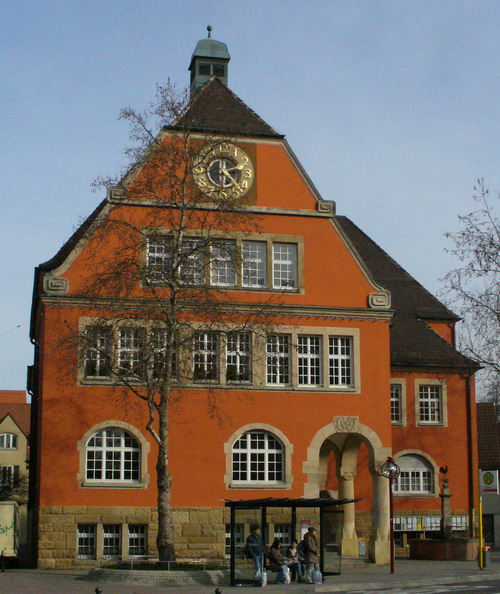
Rathaus Vaihingen

- CDU: 4
- Bündnis 90/DIE GRÜNEN: 4
- SPD: 2
- AfD: 1
- FDP: 1
- Freie Wähler: 1
- Die Linke: 1
- SÖS: 1
- Volt: 1

### Wappen und Flaggen

#### Stadtbezirk
| Wappen von Vaihingen | Blasonierung: „In geteiltem Schild oben in Gold ein unten ausgebrochenes sechsspeichiges rotes Rad, außen mit vier roten Messern besteckt, unten in Blau ein offener goldener Flug, zwischen den Flügeln ein pfahlweis gestellter goldener Rohrkolben.“                                         |
| Wappen von Vaihingen | Das heutige Stadtbezirkswappen ist kein offizielles Wappen, sondern setzt sich aus dem ehemaligen Vaihinger Wappen in der oberen Hälfte und dem ehemaligen Rohrer Wappen in der unteren Hälfte zusammen. Die Flagge ist geteilt zu gold (gelb) und blau. In der Mitte ist das Wappen aufgelegt. |

#### Vaihingen

Flagge von Vaihingen

| Wappen von Vaihingen | Blasonierung: „In Silber ein zerborstenes, oben rechts ausgebrochenes sechsspeichiges rotes Rad, außen mit vier roten Messern besteckt.“ |
| Wappen von Vaihingen | Wappenbegründung: Das Wappen zeigt ein zerbrochenes Rad, das Symbol der heiligen Katharina. Die heilige Katharina war die Schutzpatronin des Katharinenhospitals in Esslingen, an das das Dorf von den Grafen von Tübingen im 13. Jahrhundert verkauft wurde. Die Größe und Form des Rades hat sich mit der Zeit stark verändert, von sechs, acht oder zehn bis zwölf Speichen, wobei der gebrochene Teil nach oben oder, wie heute, nach rechts zeigt. Die Farben wurden 1907 definiert. Die Flagge ist geteilt zu rot und weiß. In der Mitte ist das Wappen aufgelegt. |

#### Rohr
| Wappen von Rohr | Blasonierung: „In Silber ein offener schwarzer Flug, zwischen den Flügeln ein pfahlweis gestellter grüner Rohrkolben.“ |
| Wappen von Rohr | Wappenbegründung: Das Wappen wurde 1904 angenommen. Da keine älteren Wappen oder Siegel bekannt waren, wurde das Wappen neu entwickelt. Es basiert auf dem Wappen des Diezo von Ror, der das Dorf regierte und dessen Siegel aus dem Jahr 1384 bekannt ist. Da keine Farben bekannt waren, wurden diese willkürlich gewählt. Die Flagge ist geteilt zu blau und gold (gelb). In der Mitte ist das Wappen aufgelegt. |

#### Büsnau
| Wappen von Vaihingen | Blasonierung: „Unter doppelreihig rot-silbern geschachtem Schildhaupt in Gold eine dreilatzige rote Fahne unter einer liegenden schwarzen Hirschstange.“ |
| Wappen von Vaihingen | Die Flagge ist geteilt zu rot und weiß. In der Mitte ist das Wappen aufgelegt.                                                                           |

### Städtepartnerschaften
Vaihingen unterhält seit 1985 eine Partnerschaft mit der französischen Stadt Melun (Île-de-France).

## Wirtschaft und Infrastruktur

### Verkehr

#### Fernstraßen

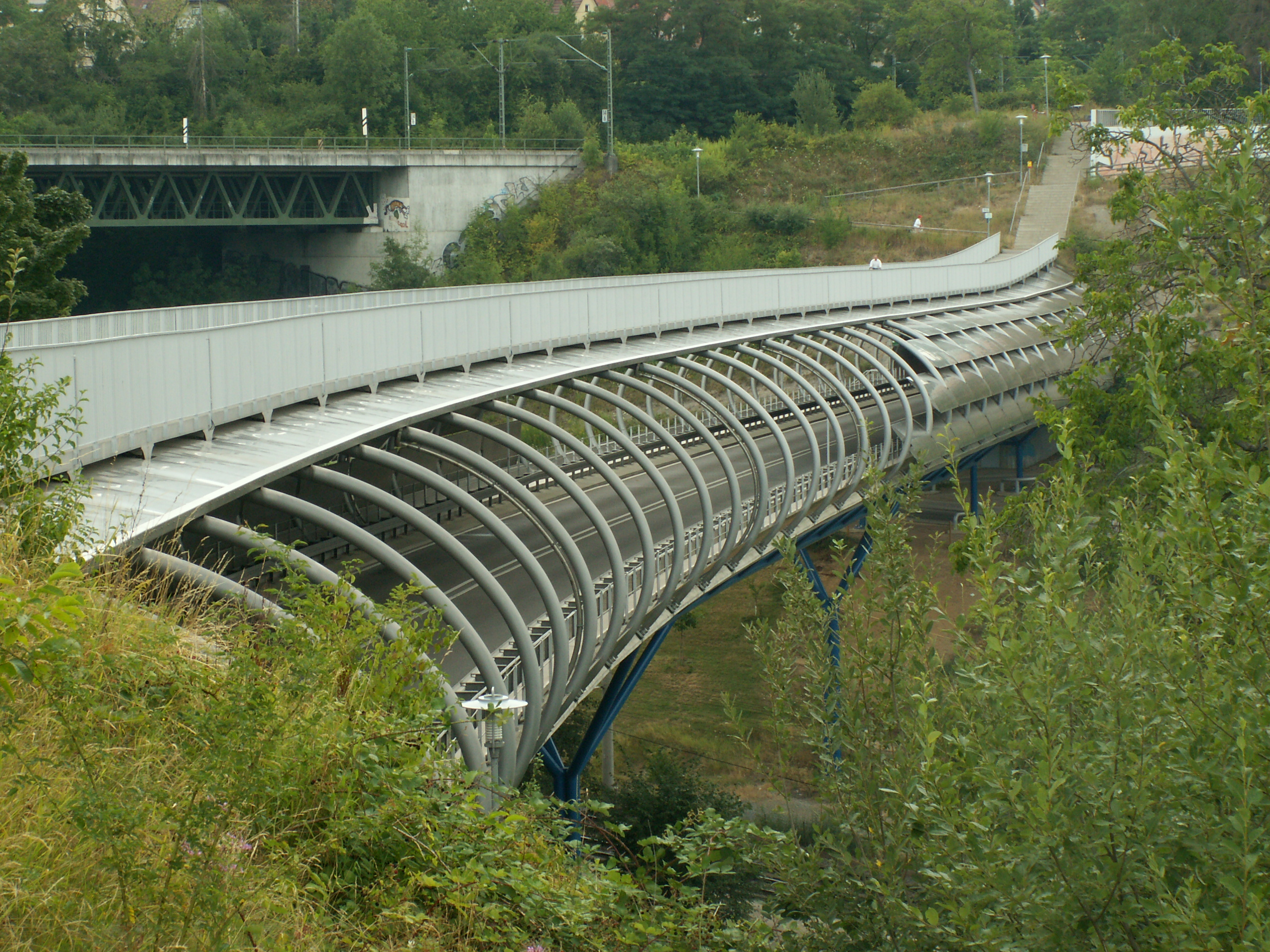
Brücke der Nord-Süd-Straße bei Stuttgart-Vaihingen; im Hintergrund der Nesenbachviadukt

Vaihingen liegt direkt am Autobahnkreuz Stuttgart (früher Autobahnkreuz Stuttgart-Vaihingen), das die Autobahnen A 8 (Karlsruhe–Stuttgart–Ulm–München) und A 81 (Würzburg–Heilbronn–Stuttgart–Singen) zusammenführt und von dem die A 831 in Richtung Stuttgart-Mitte abzweigt.

#### Bahn- und Busverkehr
Der Stadtbezirk liegt an der Gäubahn. Zentraler Verkehrsknoten ist der Bahnhof Stuttgart-Vaihingen. Es verkehren die S-Bahn-Linien S1 (Kirchheim (Teck)–Stuttgart–Herrenberg), S2 (Schorndorf–Stuttgart–Flughafen–Filderstadt) und S3 (Backnang–Stuttgart–Flughafen) über die Haltestellen Universität, Österfeld, Vaihingen und Rohr.
Der Bahnhof Vaihingen ist außerdem der Endpunkt der Stadtbahnlinien U14 (aus Mühlhausen), U3 (aus Plieningen) und U8 (aus Ostfildern). Weiter endet die Linie U12 von Remseck kommend im Stadtteil Dürrlewang.
Mehrere innerstädtische Buslinien erschließen den Stadtbezirk. Weiterhin verkehren Überland-Buslinien u. a. nach Sindelfingen und Tübingen.

#### Radverkehr
Durch Vaihingen verlaufen die Hauptradrouten (HRR) 1 und 10 der Stadt Stuttgart. Die HRR 1 führt von Böblingen kommend über Vaihingen und Stuttgart-Süd nach Stuttgart-Mitte und weiter über Bad Cannstatt Richtung Fellbach. Die beschilderte Strecke gehört auch zum Radnetz Baden-Württemberg. Die HRR 10 führt von Sindelfingen her kommend über die Alte Sindelfinger Straße kommend zur Katzenbachstraße und über das Viadukt der Nord-Süd-Straße (s. u.) weiter über Sonnenberg, Degerloch und Sillenbuch Richtung Ostfildern.
Durch den Stadtteil Höhenrand verläuft die Radnetz-Route aus dem Stadtzentrum nach Möhringen und Leinfelden-Echterdingen.
Die HRR 9 soll künftig vom Stuttgarter Westen kommend an der Universität vorbei und durch die Ortsmitte nach Rohr und weiter Richtung Oberaichen verlaufen, sie ist aber noch nicht fertiggestellt und beschildert. Der Teil zwischen der Rotenwaldstraße und der Universität verläuft jedoch über Waldwege, die nicht alltagsgeeignet sind. Außerdem soll künftig die HRR 10.2 Vaihingen mit Möhringen verbinden.
Zudem sind Hauptradrouten 2. Ordnung vorgesehen oder bestehen, darunter eine Verbindung nach Büsnau und eine Route durch Dachswald.
Für die Zukunft sind Radschnellverbindungen vom Stadtzentrum über Vaihingen nach Sindelfingen, nach Böblingen und nach Leinfelden-Echterdingen vorgesehen. Bereits bestehend ist ein Teil der Radschnellverbindung nach Böblingen, beginnend unmittelbar nach der Stadtgrenze an der Brücke über die A8 in Anschluss an die Waldburgstraße. Von dieser Radschnellverbindung zweigt auch eine Variante nach Sindelfingen ab.
Zudem besteht für den Freizeitverkehr die Rundstrecke Radel-Thon.

#### Bauwerke
Parallel zum Nesenbachviadukt, der die Schienenverbindung nach Stuttgart über das Nesenbachtal führt, verläuft auf einer modernen Straßenbrücke die Nord-Süd-Straße, die seit 1999 als Umfahrung der Innenstadt von Vaihingen dient. Oberhalb der Fahrbahn befindet sich ein Geh- und Radweg.

### Fair-Trade-Stadt
Im April 2012 wurde Vaihingen mit dem Fair-Trade-Siegel ausgezeichnet (siehe Fair-Trade-Stadt).

### Öffentliche Einrichtungen

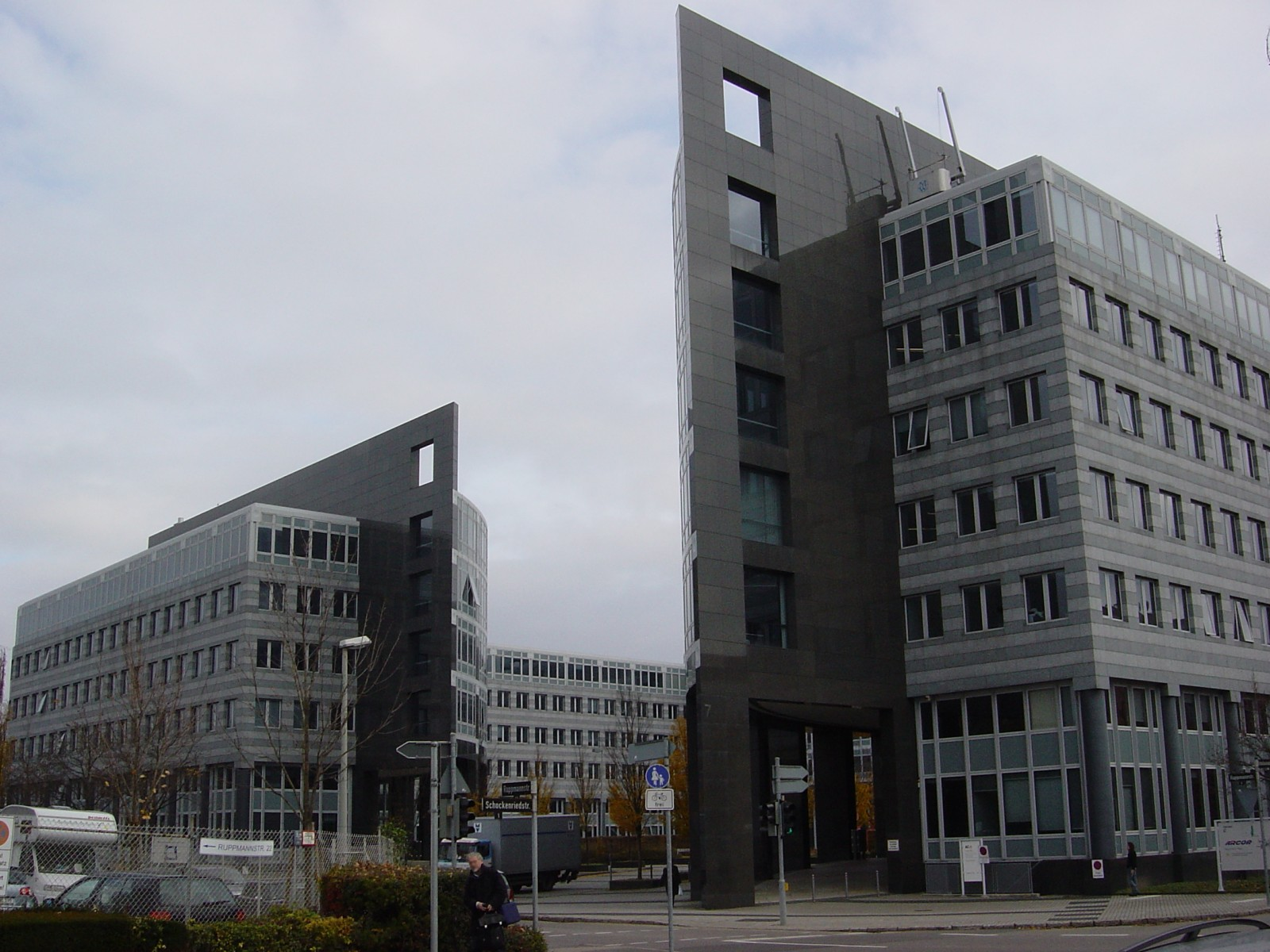
Regierungspräsidium Stuttgart

In Vaihingen hat das Regierungspräsidium Stuttgart seinen Sitz.
An der Robert-Leicht-Straße existiert ein Polizeiposten der Landespolizei.
Die Stadtteile Vaihingen und Büsnau verfügen jeweils über eine Abteilung der Freiwilligen Feuerwehr Stuttgart.
Darüber hinaus existiert eine Bereitschaft des Deutschen Roten Kreuzes im Stadtbezirk. Sie leistet durch ihre ehrenamtliche Arbeit einen Beitrag zum Zivil- und Katastrophenschutz, beispielsweise durch die Stellung einer der zwei Schnelleinsatzgruppen Stuttgarts.

### Bildung

#### Schulen
Im Stadtbezirk Vaihingen gibt es zwei Gymnasien, das Fanny-Leicht-Gymnasium und das Hegel-Gymnasium und eine Realschule (Robert-Koch-Realschule), vier Grund- und Hauptschulen (Pestalozzi-Schule Vaihingen, Österfeldschule Vaihingen, Steinbachschule Büsnau und Schönbuchschule Rohr), zwei selbständige Grundschulen (Pfaffenwaldschule und Dürrlewangschule) sowie die Verbundschule Stuttgart-Rohr (Förderschule und Schule für Erziehungshilfe), ferner die Bodelschwinghschule (Schule für Geistigbehinderte) und die Schule für Körperbehinderte, die im Grenzgebiet zum Stadtbezirk Möhringen liegt. An Privatschulen gibt es unter anderem die Michael-Bauer-Schule (Freie Waldorfschule und Förderschule), die Freie Evangelische Schule Stuttgart (christliche, allgemeinbildende Grund-, Werkreal- und Realschule und 6-jähriges berufliches Gymnasium), die element-i Schule im STEP sowie die berufliche Schule Michael-Bauer-Werkhof.

#### Hochschulen und Forschungseinrichtungen
In Stuttgart-Vaihingen befinden sich neben großen Teile der Universität Stuttgart eine Reihe von international relevanten Forschungseinrichtungen, unter anderem mehrere Fraunhofer-Institute. Auf dem Campus leben und arbeiten ca. 20.000 Studierende und mehrere tausend wissenschaftliche Mitarbeiter. Im Ortsteil Büsnau befinden sich zwei Max-Planck-Institute.

### Unternehmen

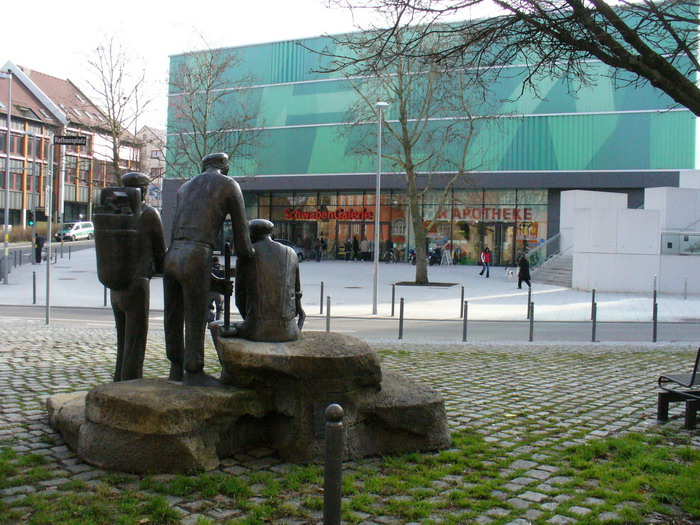
SchwabenGalerie

Unweit des Universitätsgeländes befindet sich der Stuttgarter Engineering Park (STEP). Die L-Bank hat dort auf einer Fläche von etwa 11 Hektar einen Technologiepark entwickelt und eine Tochtergesellschaft gegründet, um die einzelnen Projekte zu planen, zu bauen und zu betreiben. Seit dem Jahr 2000 sind dort sieben Objekte mit insgesamt 90.000 Quadratmeter Bürofläche und entsprechenden Parkierungseinrichtungen erstellt und vermietet worden. Weitere 60.000 Quadratmeter Bürofläche sind noch möglich.
Ein Infrastrukturgebäude am Gropiusplatz mit Dienstleistern, Einkaufsmöglichkeiten, Restaurant, Fitnesscenter und Konferenzräumen bildet das Zentrum des Parks. Es besteht ein direkter S-Bahn-Anschluss (Österfeld).
Mit Lenovo ist eines der größten Telekommunikations- und IT-Unternehmen im Stadtbezirk Vaihingen ansässig. In der Nähe der Anschlussstelle Stuttgart-Vaihingen befindet sich in einem mehrere Bürohäuser umfassenden Komplex der Hauptsitz des Bau- und Immobilienberaters Drees & Sommer.
Wirtschaftlich wichtig für den Stadtbezirk ist das Einkaufszentrum SchwabenGalerie mit 47.000 Quadratmeter Nutzfläche in der Ortsmitte am Rathaus. Es wurde 2004 nach zweijährigem Bau eröffnet und befindet sich auf dem ehemaligen Schwabenbräu-Brauereiareal.
Vaihingen unterhält gemeinsam mit Möhringen das Industriegebiet / Gewerbegebiet „Am Wallgraben“ direkt am S-Bahnhof.

### Militär
In den Patch Barracks am westlichen Ortsrand befindet sich mit dem United States European Command (EUCOM) das Hauptquartier der US-Streitkräfte in Europa. 1936/38 wurde sie als Kurmärker-Kaserne für das 7. Panzerregiment der Wehrmacht erbaut.

## Ehrenbürger
Die Jahreszahl am Anfang der Zeile gibt den Zeitpunkt der Verleihung der Ehrenbürgerwürde wieder.
- 1906: Otto Krehl (1838–1925), Schultheiß
- 1906: Robert Leicht (1849–1921), Bierbrauereibesitzer, Kommerzienrat
- 1910: Robert Vollmöller (1849–1911), Fabrikant, Kommerzienrat
- 1928: Fanny Leicht geb. Widmaier (1854–1939; Witwe von Robert Leicht)
- 1929: Ernst Kachel (1865–1931), Schultheiß